# Capracotta
Capracotta é uma comuna italiana da região do Molise, província de Isérnia, com cerca de 1.121 habitantes. Estende-se por uma área de 42 km², tendo uma densidade populacional de 27 hab/km². Faz fronteira com Agnone, Castel del Giudice, Pescopennataro, San Pietro Avellana, Sant'Angelo del Pesco, Vastogirardi.

## Demografia
| Variação demográfica do município entre 1861 e 2011                               |
|                                                                                   |
| Fonte: Istituto Nazionale di Statistica (ISTAT) - Elaboração gráfica da Wikipedia |